# War Department Report
War Department Report ist ein US-amerikanischer Dokumentarfilm von 1943 unter der Regie von Oliver Lundquist, der für einen Oscar nominiert war.

## Inhalt

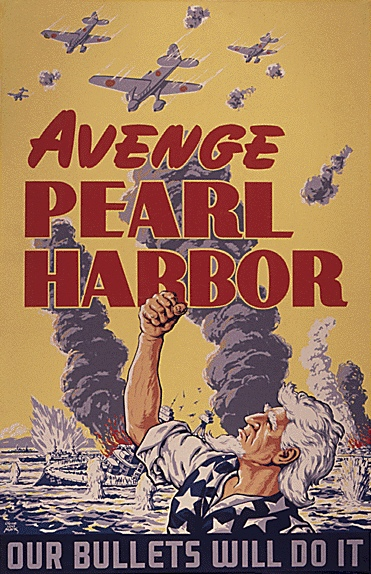
Propagandaplakat: „Rächt Pearl Harbor“

Am Anfang des Films werden Wochenschauaufnahmen eines Treffens zwischen dem deutschen Reichskanzler Adolf Hitler und dem italienischen faschistischen Führer Benito Mussolini gezeigt, bei dem auch Mussolinis Sohn Vittorio anwesend ist. Man diskutiert über die Stärke der feindlichen Armeen in Asien und Europa. Gesprochen wird auch über die Gefahren eines Zweifrontenkriegs.
Sodann werden Aufnahmen eines japanischen Kameramanns gezeigt, die den Angriff auf Pearl Harbor am 7. Dezember 1941 festgehalten haben. Thematisiert werden die japanischen Bestrebungen, ihr Staatsgebiet nach Südostasien in Richtung Burma, Java und Indochina auszuweiten. Eine Erweiterung wird im Hinblick auf strategische Gesichtspunkte analysiert.
Mit Sorge nimmt man die Bestrebungen der Deutschen, Amerikas Feind im Osten, zur Kenntnis, ihren Einfluss zu erweitern und ihre ohnehin kampferprobte Armee weiter zu stärken. Zudem seien – auch im Hinblick auf die erfolgten Gebietserweiterungen – die nötigen Ressourcen vorhanden, um weitere Waffen herzustellen.
Im Anschluss daran wird die US-Armee unter dem Kommando von General Dwight D. Eisenhower gezeigt, sowie deren Verbündete in Europa und auf das Leih- und Pachtgesetz (Lend-Lease Act) verwiesen, das es erlaubt, kriegswichtiges Material wie Waffen, Munition, Fahrzeuge, Treibstoffe, Nahrungsmittel, Flugzeuge etc. an die gegen die Achsenmächte (Hitler-Deutschland, Italien, Japan) kämpfenden Staaten zu liefern.
Der Film stellt Erwägungen über die taktische Kraft der amerikanischen Luftwaffe an, die auch dazu dient, um die am Boden Kämpfenden zu unterstützen. Dies geschieht, während die Air Force den Feind zu schwächen versucht, indem Fabriken angegriffen werden und natürlich versucht man die Moral der Soldaten zu brechen. Deutsche Produktionsanlagen werden für die alliierten Angriffe ausgewählt und es wird darüber berichtet, dass bereits mehr als eine Million Tonnen Bomben derartige Ziele getroffen haben.
Im Gegensatz zu der Situation in Europa, ist Amerikas Verbündeter China, nicht in der Lage, die Kriegsmaschinerie zu unterstützen, weil das eine dementsprechende Industrialisierung voraussetzen würde, so erfordert die Situation, dass entsprechende Materialien aus den Vereinigten Staaten dorthin verbracht werden. Auch die Operation Avalanche, ein Codename für die Landung der Alliierten im Golf von Salerno am 9. September 1943, als Teil der Alliierten Invasion in Italien kommt zur Sprache, deren Ziel in erster Linie darin besteht, den Hafen von Neapel einzunehmen, um damit die eigenen Versorgungswege sicherzustellen und gleichzeitig die deutschen Streitkräfte aufzuspalten und nach Süditalien abzudrängen. Der damalige Vizekriegsministers (Under Secretary of War) der USA Robert P. Patterson erklärt die Hintergründe der durchgeführten Operation.
Nach einer Berichterstattung über die amerikanischen Truppen insgesamt, die von japanischen Soldaten gefangen genommen und auf der zu den Philippinen gehörenden Insel Corregidor festgehaltenen Kriegsgefangenen, werden noch Aufnahmen von der Moskauer Konferenz eingeblendet, womit der Film dann schließt.

## Produktion und Hintergrund
Der Film wurde vom United States Office of Strategic Services Field Photographic Bureau erstellt und erstmals am 7. Dezember 1943 veröffentlicht.
Nach einem Artikel im PM Journal vom Dezember 1943 bietet die Dokumentation über den Zweiten Weltkrieg, die vom US-Kriegsministerium in Auftrag gegeben wurde, amerikanische Wochenschauaufnahmen und Aufnahmen von Filmen, die von der Feindseite erstellt wurden, und basiert außerdem auf einem Bericht von Generalmajor George V. Strong, dem Assistenten des Stabschefs. Der Artikel stellte heraus, dass es das erste Mal in der Geschichte sei, dass ein Bericht des Kriegsministeriums in dieser Weise in einen Film Eingang finde. Laut PM Journal sei der Film auf Drängen von Arbeiterführen entstanden, die davon überzeugt waren, dass die Thematik ein größeres Publikum interessieren werde. Ein Artikel in der Los Angeles Times vom Dezember 1943 verweist darauf, dass der Film letztendlich nur einem eingeschränkten Publikumskreis zugänglich gemacht wurde, und am 20. Dezember 1943 im Ambassador Theatre in Los Angeles angesehen werden konnte. In erster Linie war er jedoch für die Kriegs-Fabrikarbeiter gedacht.

## Auszeichnung
Der Film erhielt auf der Oscarverleihung 1944 eine Oscarnominierung in der Kategorie „Bester Dokumentarfilm“, musste sich jedoch dem Film Desert Victory, der die Erste und Zweite Schlacht von El Alamein thematisierte, geschlagen geben.